# Nihoa mambulu
Nihoa mambulu is een spinnensoort uit de familie Barychelidae. De soort komt voor in Salomonseilanden.